# Lelystad repülőtér
A Lelystad repülőtér (IATA: LEY, ICAO: EHLE) repülőtér Lelystadban, Hollandiában.